# Live i Linköping
Live i Linköping, live-DVD med Lars Winnerbäck och Hovet inspelad i Linköping, Konsert & Kongress, 13 och 14 september 2003.

## Låtlista
1. Hugger i sten
2. Elden
3. Jag vill gå hem med dig
4. Kom
5. För den som letar
6. Min älskling har ett hjärta av snö
7. Dunkla rum
8. Nån annan
9. Aldrig riktigt slut
10. I Stockholm
11. Pollenchock & stjärnfall
12. Åt samma håll
13. Över gränsen
14. Tvivel (med Lisa Ekdahl)
15. Kom änglar (med Lisa Ekdahl)
16. Faller
17. Hum Hum från Humlegården (av Ragnar Borgedahl)
18. Söndermarken
19. Du hade tid
20. Kom ihåg mig
21. Gråa dagar
22. Solen i ögonen

## Extramaterial
1. Bakomfilm (24 min.)
2. Intervju med Lars Winnerbäck (29 min.)
3. Kom änglar med Hovet
4. Se konserten med kommentarer av Lars Winnerbäck och Hovet